# Санта-Клара (кантон)
Санта-Клара (исп. Santa Clara) — один из 4 кантонов эквадорской провинции Пастаса. Площадь составляет 311 км². Население по данным переписи 2001 года — 3 029 человек, плотность населения — 9,7 чел/км². Административный центр — одноимённый город.

## География
Расположен в северо-западной части провинции. Граничит с провинцией Напо (на севере) и с кантонами Арахуно (на востоке), Пастаса (на юге) и Мера (на западе).